# Vîhlea, Radomîșl
Vîhlea (în ucraineană Вихля) este un sat în comuna Huta-Potiivka din raionul Radomîșl, regiunea Jîtomîr, Ucraina.

## Demografie
Componența lingvistică a localității Vîhlea
     Ucraineană (100%)
Conform recensământului din 2001, toată populația localității Vîhlea era vorbitoare de ucraineană (100%).